# تپه ورگیل ۱
تپه ورگیل ۱ در شهرستان قزوین، بخش رودبار شهرستان، روستای ورگیل واقع شده و این اثر در تاریخ ۲۵ اسفند ۱۳۷۹ با شمارهٔ ثبت ۳۱۹۶ به‌عنوان یکی از آثار ملی ایران به ثبت رسیده است.